# Christiansheide
Christiansheide (dänisch: Christianshede) ist ein Ort der Gemeinde Handewitt, der früher auch häufiger Hüllerupfeld (dänisch: Hyllerupmark) genannt wurde.

## Lage
Die Streusiedlung Christiansheide liegt am südwestlichen Rand des Handewitter Gemeindegebietes. Ungefähr drei Kilometer nordöstlich von Christiansheide liegt der Hauptort Handewitt. Die ebenfalls nordöstlich gelegene Stadt Flensburg liegt ungefähr sechs Kilometer von Christiansheide entfernt. In direkter, nördlicher Nachbarschaft liegt in einer Entfernung von lediglich 450 Metern ein stark verdichteter Siedlungsbereich von Handewitt-Kolonie. Südöstlich, in einer Entfernung von 1,5 Kilometern, liegt des Weiteren das Dorf Hüllerup.

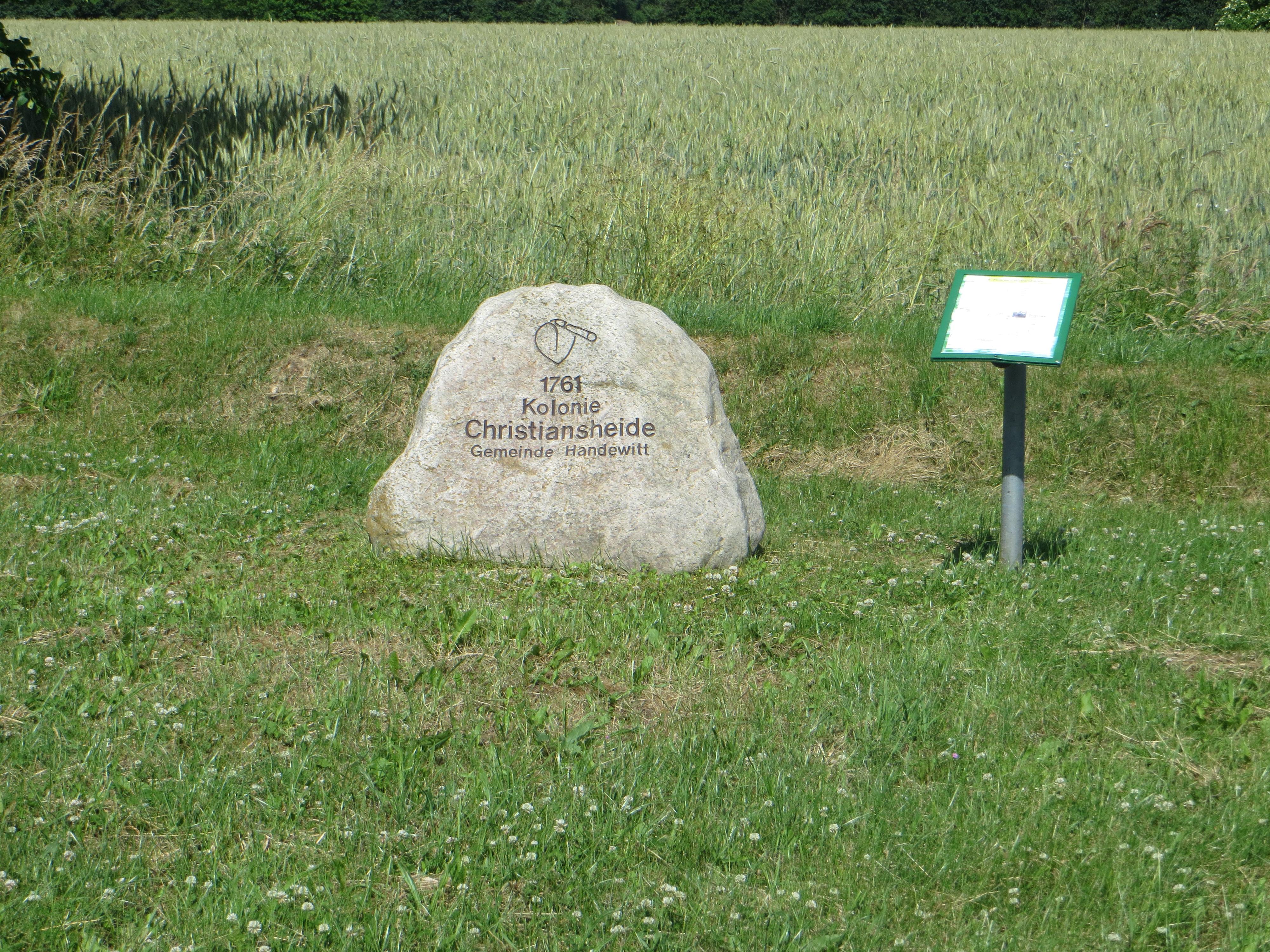
Denkmal zur Kolonie Christiansheide

## Geschichte
Im 16. Jahrhundert befand sich auf dem „Hüllerupfeld“ eine Hufe, welche „Rommik“ genannt wurde. Während des Dreißigjährigen Krieges (1618–1648) wurde die Hufe verwüstet und die Bewohner getötet. 1698 wurde die nicht mehr bewirtschaftete Hufe durch die Obrigkeit auf die vier Hufner Hüllerups verteilt.
Ab 1761 ließ König Friedrich V. die dünnbesiedelten Heide- und Moorgebiete auf der Schleswigschen Gest durch Menschen aus Pfalz und Hessen kolonisieren. In dieser Zeit wurden auch Kolonisten im unweit nördlich gelegenen Gebiet Handewitt-Kolonie sowie im Hüllerupfeld angesiedelt. Die auf dem Hüllerupfeld angesiedelte achte Kolonie erhielt den Namen Christiansheide, offenbar nach dem Sohn von Friedrich V. und somit dem nachfolgenden König Christian VII. Die Kolonisierung der Flächen erwies sich als schwierig. Die Kolonisten führten ein entbehrungsreiches und mühevolles Leben.
Auf der Karte der Preußischen Landesaufnahme um 1879 ist Christiansheide mit seinen Häusern und Höfen verzeichnet. Die Ortsbenennung lautete auf der damaligen Karte noch Hüllerupfeld, wobei der Name Christiansheide in Klammern mit beigefügt war. Später setzte sich der Name Christiansheide durch. Die Straße der Siedlung erhielt durchgehend den Namen Christiansheide. Im Zuge der Auflösung des Kreises Flensburg-Land im Jahr 1974 wurde die zuvor eigenständige Gemeinde Hüllerup, zu der Christiansheide gehörte, zusammen mit den Gemeinden Ellund, Gottrupel, Haurup und Timmersiek nach Handewitt eingemeindet. Am 19. November 2011 wurde bei Christiansheide ein Gedenkstein enthüllt, der den Wortlaut „1761. Kolonie Christiansheide. Gemeinde Handewitt“ trägt.